# Hipotonia
Hipotonia (łac. hypotonia), hipotonia mięśniowa – obniżenie tonicznego napięcia mięśniowego, spowodowane zazwyczaj uszkodzeniem obwodowego układu nerwowego, chorobami mięśni lub zaburzeniami metabolicznymi. Nazwą tą określa się też hipotensję będącą skutkiem hipotonii mięśniówki naczyń.
Hipotonia nie jest chorobą, lecz objawem. Zauważenie jej nie nastręcza trudności, nawet u noworodków, lecz diagnozowanie przyczyny może być niezwykle trudne. Hipotonia może być objawem wielu chorób wrodzonych, na przykład zespołu Downa, achondroplazji, zespołu Pataua i niedoczynności tarczycy, oraz nabytych, na przykład choroby Heinego-Medina, miastenii, zapalenia opon mózgowo-rdzeniowych i bulimii.